# رودني ميرفي
رودني ميرفي هو سياسي كندي، ولد في 16 أكتوبر 1946 بوينيبيغ في كندا. حزبياً، نشط في الحزب الديمقراطي الجديد. وقد انتخب عضو مجلس العموم الكندي.